# Axel Pons
Axel Pons Ramón (Barcelona, España, 9 de abril de 1991) es un expiloto de motociclismo y exmodelo español. Su padre Sito Pons fue doble campeón de 250 cc. Compitió en el campeonato de España de 125GP previo a su paso al Grand Prix.

## Resultados en el Campeonato del Mundo
Sistema de puntuación de 1993 hasta 2022:
| Posición | 1.º | 2.º | 3.º | 4.º | 5.º | 6.º | 7.º | 8.º | 9.º | 10.º | 11.º | 12.º | 13.º | 14.º | 15.º |
| Puntos   | 25  | 20  | 16  | 13  | 11  | 10  | 9   | 8   | 7   | 6    | 5    | 4    | 3    | 2    | 1    |

### Por temporada
| Temporada | Cat.  | Moto       | Equipo            | Número | Carreras | Victorias | Podios | Poles | VRap | Puntos | Posición |
| --------- | ----- | ---------- | ----------------- | ------ | -------- | --------- | ------ | ----- | ---- | ------ | -------- |
| 2008      | 125cc | Aprilia    | Jack & Jones WRB  | 14     | 3        | 0         | 0      | 0     | 0    | 0      | NC       |
| 2009      | 250cc | Aprilia    | Pepe World Team   | 7      | 16       | 0         | 0      | 0     | 0    | 3      | 26.º     |
| 2010      | Moto2 | Pons Kalex | Tenerife 40 Pons  | 80     | 14       | 0         | 0      | 0     | 0    | 7      | 33.º     |
| 2011      | Moto2 | Pons Kalex | Pons HP 40        | 80     | 12       | 0         | 0      | 0     | 0    | 1      | 32.º     |
| 2012      | Moto2 | Kalex      | Pons 40 HP Tuenti | 49     | 17       | 0         | 0      | 0     | 0    | 11     | 24.º     |
| 2013      | Moto2 | Kalex      | Tuenti HP 40      | 49     | 15       | 0         | 0      | 0     | 0    | 6      | 25.º     |
| 2014      | Moto2 | Kalex      | AGR Team          | 49     | 17       | 0         | 0      | 0     | 0    | 28     | 23.º     |
| 2015      | Moto2 | Kalex      | AGR Team          | 49     | 16       | 0         | 0      | 0     | 0    | 41     | 19.º     |
| 2016      | Moto2 | Kalex      | AGR Team          | 49     | 18       | 0         | 0      | 0     | 0    | 55     | 16.º     |
| 2017      | Moto2 | Kalex      | RW Racing GP      | 49     | 16       | 0         | 0      | 0     | 0    | 27     | 19.º     |
| Total     |       |            |                   |        | 144      | 0         | 0      | 0     | 0    | 179    |          |
| Fuente:   |       |            |                   |        |          |           |        |       |      |        |          |

### Por clase
| Class | Temporada | Primer Gran Premio | Primer Podio | Primera Victoria | Carreras | Victorias | Podios | Pole | VRap | Pts. | CM |
| ----- | --------- | ------------------ | ------------ | ---------------- | -------- | --------- | ------ | ---- | ---- | ---- | -- |
| 125cc | 2008      | España 2008        |              |                  | 3        | 0         | 0      | 0    | 0    | 0    | 0  |
| 250cc | 2009      | Catar 2009         |              |                  | 16       | 0         | 0      | 0    | 0    | 3    | 0  |
| Moto2 | 2010-2017 | Catar 2010         |              |                  | 125      | 0         | 0      | 0    | 0    | 176  | 0  |
| Total | 2008–2017 |                    |              |                  | 144      | 0         | 0      | 0    | 0    | 179  | 0  |

#### Carreras por año
| Año  | Cat.  | Moto       | 1       | 2       | 3       | 4       | 5       | 6       | 7       | 8       | 9       | 10     | 11      | 12      | 13      | 14      | 15      | 16      | 17      | 18      | Pos. | Pts. |
| ---- | ----- | ---------- | ------- | ------- | ------- | ------- | ------- | ------- | ------- | ------- | ------- | ------ | ------- | ------- | ------- | ------- | ------- | ------- | ------- | ------- | ---- | ---- |
| 2008 | 125cc | Aprilia    | QAT     | SPA Ret | POR 26  | CHN     | FRA     | ITA     | CAT Ret | GBR     | NED     | ALE    | CHZ     | RSM     | IND     | JPN     | AUS     | MAL     | VAL     |         | NC   | 0    |
| 2009 | 250cc | Aprilia    | QAT Ret | JPN Ret | SPA Ret | FRA Ret | ITA 17  | CAT 16  | NED Ret | GER 16  | GBR 20  | CZE 16 | IND 14  | RSM 16  | POR 15  | AUS Ret | MAL Ret | VAL Ret |         |         | 26.º | 3    |
| 2010 | Moto2 | Pons Kalex | QAT Ret | SPA 19  | FRA Ret | ITA Ret | GBR 23  | NED DNS | CAT     | GER     | CZE 25  | IND 14 | RSM 18  | ARA Ret | JPN 19  | MAL 17  | AUS 14  | POR 13  | VAL Ret |         | 33.º | 7    |
| 2011 | Moto2 | Pons Kalex | QAT 16  | SPA Ret | POR 15  | FRA Ret | CAT Ret | GBR Ret | NED Ret | ITA DNS | GER 22  | CZE 24 | IND     | RSM     | ARA     | JPN Ret | AUS 19  | MAL NC  | VAL DNS |         | 32.º | 1    |
| 2012 | Moto2 | Kalex      | QAT 22  | SPA 18  | POR Ret | FRA 16  | CAT 22  | GBR Ret | NED Ret | GER Ret | ITA Ret | IND 21 | CZE 15  | RSM 17  | ARA 16  | JPN 9   | MAL 13  | AUS Ret | VAL 20  |         | 24.º | 11   |
| 2013 | Moto2 | Kalex      | QAT Ret | AME 16  | SPA Ret | FRA Ret | ITA Ret | CAT 14  | NED 21  | GER 15  | IND DNS | CZE 20 | GBR 21  | RSM 17  | ARA 16  | MAL DNS | AUS 24  | JPN 13  | VAL 20  |         | 25.º | 6    |
| 2014 | Moto2 | Kalex      | QAT Ret | AME 19  | ARG 26  | SPA 16  | FRA Ret | ITA 15  | CAT 8   | NED Ret | GER 15  | IND 16 | CZE 11  | GBR 10  | RSM 9   | ARA Ret | JPN Ret | AUS DNS | MAL Ret | VAL Ret | 23.º | 28   |
| 2015 | Moto2 | Kalex      | QAT Ret | AME DNS | ARG     | SPA Ret | FRA 15  | ITA 9   | CAT Ret | NED 22  | GER 15  | IND 7  | CZE 17  | GBR 15  | RSM 11  | ARA 12  | JPN Ret | AUS 24  | MAL 11  | VAL 8   | 19.º | 41   |
| 2016 | Moto2 | Kalex      | QAT Ret | ARG 8   | AME 22  | SPA Ret | FRA 7   | ITA 6   | CAT 9   | NED Ret | GER Ret | AUT 9  | CZE Ret | GBR 10  | RSM Ret | ARA 16  | JPN Ret | AUS 8   | MAL Ret | VAL Ret | 16.º | 55   |
| 2017 | Moto2 | Kalex      | QAT 10  | ARG Ret | AME 18  | SPA 10  | FRA 15  | ITA 21  | CAT 18  | NED 22  | GER DNS | CZE 16 | AUT 13  | GBR 15  | RSM DNS | ARA Ret | JPN 18  | AUS 11  | MAL Ret | VAL 11  | 19.º | 27   |

| Color     | Resultado                                                               |
| --------- | ----------------------------------------------------------------------- |
| Oro       | Ganador                                                                 |
| Plata     | 2.ª plaza                                                               |
| Bronce    | 3.ª plaza                                                               |
| Verde     | Finalizó en los puntos                                                  |
| Azul      | Finalizó sin puntos                                                     |
| Azul      | NC - No clasificado                                                     |
| Violeta   | Ret - No terminó (Carrera)                                              |
| Rojo      | DNQ - No se clasificó                                                   |
| Negro     | DSQ - Descalificado                                                     |
| Blanco    | DNS - No empezó (carrera)                                               |
| Blanco    | WD - Retirado (fin de semana)                                           |
| Blanco    | C - Carrera cancelada                                                   |
| Sin color | DNP - Inscrito pero no participó                                        |
| Sin color | INJ - Lesionado                                                         |
| Sin color | EX - Excluido                                                           |
| Estado    | Resultado                                                               |
| Negrita   | Pole position                                                           |
| Cursiva   | Vuelta rápida                                                           |
| †         | Abandona, pero clasifica al completar el porcentaje requerido para ello |